# Részjáték-tökéletes egyensúly
A játékelméletben a részjáték-tökéletes egyensúly (vagy részjáték-tökéletes Nash-egyensúly) a dinamikus játékokban használt Nash-egyensúly egy finomított verziója.
Egy stratégiaprofil akkor részjáték-tökéletes egyensúly, amennyiben az eredeti játék minden részjátékában Nash-egyensúlyt indukál. A gyakorlatban ez azt jelenti, hogy ha (1) a játékosok lejátszottak egy olyan játékot, amely mindössze egy részét képezte egy nagyobb játéknak, és (2) a viselkedésük egy Nash-egyensúlyt hoz létre a kisebb játék során, akkor a tevékenységük részjáték tökéletes egyensúlya a nagyobb játéknak. Ismert, hogy minden véges játéknak van részjáték-tökéletes egyensúlya.